# Broumovská bučina
Broumovská bučina je přírodní rezervace ev. č. 1081, nachází se v CHKO Český les asi 1 km západně od obce Broumov. Správa CHKO Český les a KS AOPK Plzeň
Nachází se asi jeden kilometr západně od obce Broumov v severní části okresu Tachov. Důvodem ochrany jsou zachovalé lesní ekosystémy na skalnatých stáních nad údolím Hamerského potoka. V rezervaci jsou zastoupeny dosti cenné lesní porosty suťových lesů (zvláště suťových javořin), dále květnatých kyčelnicových bučin svazu Dentario enneaphylli-Fagetum s výskytem chráněných druhů rostlin a živočichů. Část rezervace zaujímá také kulturní smrčina, která bude v souladu s platným plánem péče postupně převáděna na přírodě blízká lesní společenstva. Vzhledem k hojnému výskytu vysoké zvěře a jejím negativním vlivům na přirozené zmlazování buků na území přírodní rezervace byla celá rezervace oplocena.

## Flóra
Diagnostickým druhem svazu Dentario enneaphylli-Fagetum je kyčelnice devítilistá (Dentaria enneaphyllos), v PR Broumovská bučina se vyskytují také kyčelnice cibulkonosná (Dentaria bulbifera), bažanka vytrvalá (Mercurialis perennis), dymnivka dutá (Corydalis cava), oměj vlčí mor (Aconitum vulparia), měsíčnice vytrvalá (Lunaria rediviva), lilie zlatohlávek (Lilium martagon), lýkovec jedovatý (Daphne mezereum), korálice trojklaná (Corallorhiza trifida), pižmovka mošusová (Adoxa moschatelina), plicník tmavý (Pulmonaria obscura), samorostlík klasnatý (Actaea spicata), svízel vonný (Galium odoratum), jaterník podléška (Hepatica nobilis), hrachor jarní (Lathyrus vernus), česnek medvědí (Allium ursinus), dymnivka bobovitá (Corydalis intermedia), kokořík mnohokvětý (Polygonatum multiflorum), osladič obecný (Polypodium vulgare) a sasanka pryskyřníkovitá (Anemone ranunculoides).

## Fauna
Typickými druhy ptáků pro lesní bučinná společenstva v přírodní rezervaci jsou lejsek malý (Ficedula parva), lejsek černohlavý (Ficedula hypoleuca), šplhavci žluna šedá (Picus canus) a datel černý (Dryocopus martius), holub doupňák (Columba oenas). V rezervaci bylo zjištěno i hnízdění čápa černého (Ciconia nigra). Dále je rezervace známá výskytem velmi vzácného subatlantského plže závornatky černavé (Clausilia bidentata), která se v západních Čechách vyskytuje na východní hranici svého rozšíření.